# Carolina Amari
Caroline Amari (* 9. September 1866 in Florenz, Italien; † 11. August 1942 in Rom) war eine italienische Stickereikünstlerin und Schulleiterin.  Sie war Mitgründerin der Industrie Femminili Italiane (IFI, Genossenschaft der italienischen Frauenindustrie).

## Leben und Werk
Amari wurde als eines von drei Kindern des Historikers Michele Amari und seiner Frau Luisa Boucher in der Villa Concezione in Trespiano bei Florenz geboren. Ihr Vater war unter anderem Bildungsminister, Mitglied des Obersten Rates der Archive, des Italienischen Historischen Instituts, der Accademia della Crusca und der Accademia Nazionale dei Lincei. Amari gründete die erste Stickereiwerkstatt in der Villa Concezione, wo sie den Frauen aus der Nachbarschaft die Grundlagen der Stickereikunst beibrachte. Sie sammelte Muster von Stichen und alten Stickmustern in Museen und Privatsammlungen, suchte Vorlagen in Büchern und Gemälden. Sie entwarf auch eine spezielle Sticktechnik, die sich von Stickereien aus dem 16. Jahrhundert ableitete, und die sie einem Dorf Casalguidi in der Provinz Pistoia widmete. Die Casalguidi-Stickerei besteht aus sehr dicken erhabenen Stielstichen, die beispielsweise in Kurven, Linien, Schnörkeln auf einem hellen Untergrund gearbeitet werden. 1899 beteiligte Armari sich an der Erneuerung und Umstrukturierung der Scuola Professionale Ginori Conti di Firenze.

## Industrie Femminili Italiane

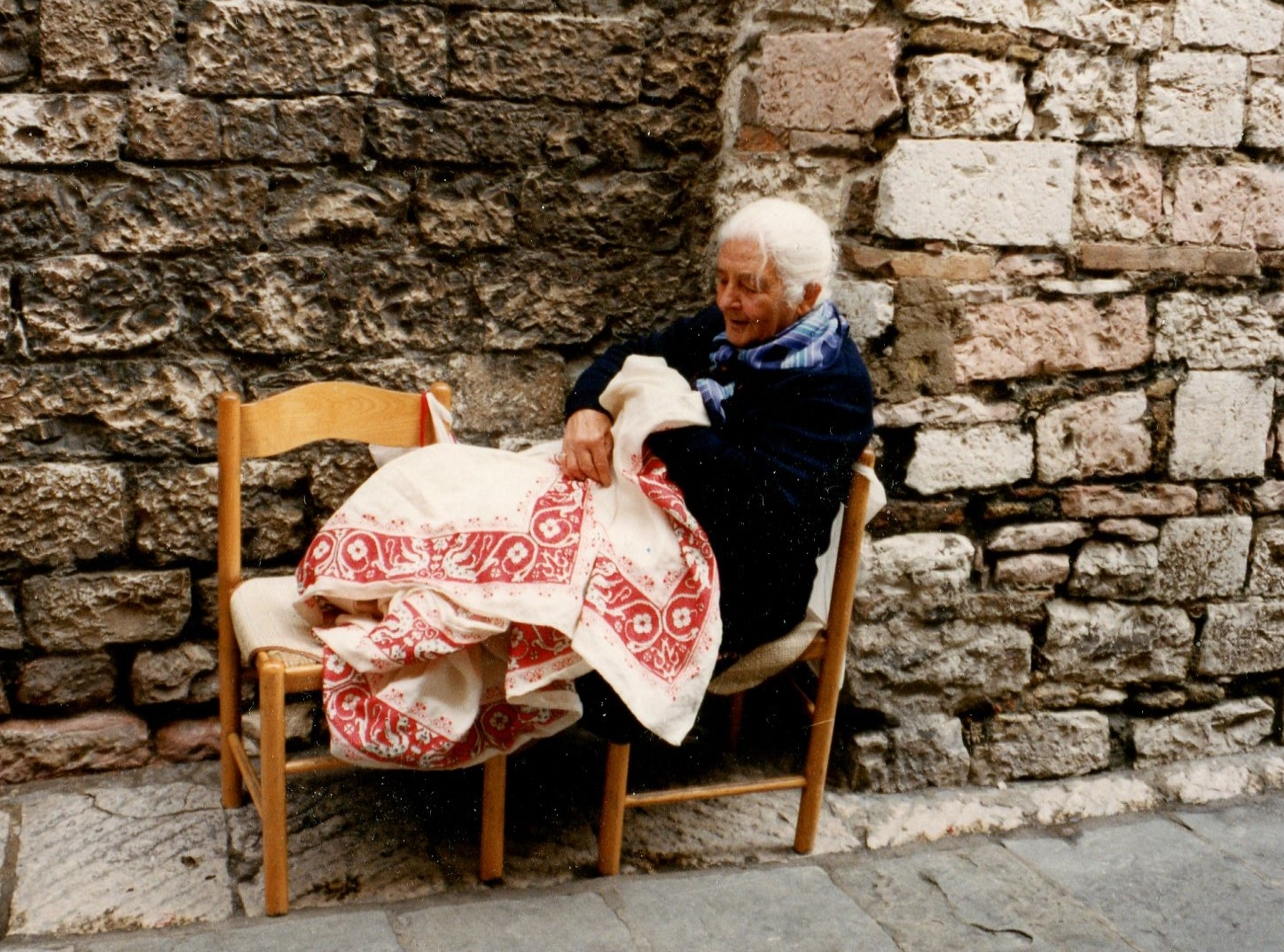
Alte Stickerin in einem Dorf in Italien

1903 war Amari maßgeblich an der Gründung von Industrie Femminili Italiane beteiligt, einer Tochtergesellschaft des Nationalen Frauenrates. Die Industrie Femminili Italiane war eine der führenden Vertreterinnen der italienischen Frauenindustrie, die sich in ganz Italien verbreitete. Viele Persönlichkeiten waren in dieser Gesellschaft aktiv, wie Cora Slocomb di Brazza, Maria Pasolini, Dora Melegari, Rosy Amadori, die Gräfin Lavinia Taverna, Amelia Rosselli, Antonia Suardi, Virginia Nathan-Mieli, die Ehefrau des Bürgermeisters Ernesto Nathan von Rom, die Ehefrau von Salvatore Pes di Villamarina, Etta De Viti De Marco, Donna Bice Tittoni und viele andere. Das Hauptziel des Verbandes war es, ein Instrument der Handelswirtschaft zu sein, das den italienischen Frauenprodukten internationale Wege öffnete. Dem Verband gelang es, die zahlreichen Arbeitsstätten zu vereinen, die im Zuge des Aufschwungs des 20. Jahrhunderts die inzwischen stillgelegten Frauenindustrien wiederbelebt hatten.

## Künstlerische Leiterin der Stickschule Scuola Ranieri di Sorbello
Durch die Initiative der Marquise Romeyne Robert Ranieri di Sorbello wurde 1904 in der Villa del Pischiello, der Sommerresidenz ihrer Familie in der Nähe des Trasimenischen Sees, die Stickerei-Schule Scuola Ranieri di Sorbello gegründet. Amari wurde künstlerische Leiterin dieser Schule. Die Stickerinnen arbeiteten dort ausschließlich manuell. Sie mussten auf eine Sticktechnik spezialisiert sein und sich von den Zeichnungen inspirieren lassen, die ihnen zur Verfügung gestellt wurden. Bestickt wurden Stoffe aus Leinen, Baumwolle oder Hanf, die handgewebt waren und hauptsächlich aus dem Atelier Tela Umbra stammten. Ein Umbrischer Stich oder Portugiesischer Stich, der arabischen Ursprungs war, wurde für Muster nach Vorlagen aus der Renaissancezeit angewandt und auch patentrechtlich geschützt. Im Zusammenhang mit der Einführung einer Steuer auf Importwaren in Amerika wurde die Tätigkeit der Schule 1934 eingestellt.

## Scuola di Industrie Italiane
Amari reiste nach New York City und mit Hilfe von Florence Colgate Speranza und deren Ehemann Gino Carlo Speranza gelang es ihr im Dezember 1905 in einer Ausstellung die italienischen Stickereien der amerikanischen Öffentlichkeit zu präsentieren. Unter der Schirmherrschaft prominenter Persönlichkeiten der italienisch-amerikanischen Gemeinschaft gründete sie 1908 die New Yorker Scuola di Industrie Italiane. Diese Stick- und Spitzenschule gründete sie für die italienischen Auswanderinnen, die oft unterbezahlte Arbeitsstellen hatten. 1908 stand die amerikanische Schule unter der Schirmherrschaft von Königin Margarethe von Italien und es wurde beschlossen, auf den Erzeugnissen als charakteristisches Element Sirena Amari anzubringen. Die Schule existierte bis 1925.
Eine Reihe von Stücken der Sorbello-Stickereischule befinden sich heute im Cooper Hewitt, Smithsonian Design Museum, das auch Stücke von Arti Decorative Italiane und der Scuola di Industrie Italiane aufbewahrt. Das Museum of Fine Arts, Boston besitzt eine Auswahl an Stickereien von Carolina Amari und ihrer Schwester Francesca Amari.
Armari starb am 11. August 1942 und wurde im Familiengrab auf dem Campo Verano in Rom begraben.